# Belle du Berry
Pour les articles homonymes, voir Berry (homonymie).
Belle du Berry, de son vrai nom Bénédicte Grimault, est une chanteuse, comédienne et auteure-compositrice française, née le 8 avril 1966 à Bourges (Cher) et morte le 11 août 2020 à l'âge de 54 ans, au Kremlin-Bicêtre (Val-de-Marne). Elle est la chanteuse du groupe Paris Combo.

## Biographie
Comme son nom de scène l'indique, elle a grandi dans le Berry. Après des études de cinéma à Paris, elle commence avec les PPI, les Pervers Polymorphes Inorganisés, chante à la fin des années 1980 avec Les Endimanchés puis Les Champêtres de Joie au Berry Zèbre, ancien cinéma mythique du quartier de Belleville.
En 1992, elle collabore avec le chorégraphe Philippe Decouflé sur les ballets créés pour l'ouverture des Jeux Olympiques d'hiver d'Albertville.
Elle participe au premier Cabaret Sauvage en 1994-95 et commence sa collaboration avec David Lewis, en duo ils se produisent alors dans de petites salles parisiennes, tendance cabaret, comme l’Erotica, l’Opus café, etc. De ces diverses rencontres émerge le groupe Paris Combo qui connaît le succès en France et à l'étranger. Leur 2e CD Living-Room (1999) est Disque d'or et, pendant dix ans, les tournées s'enchaînent. Elle est remarquée et sollicitée par Roger Planchon et Laurent Pelly dans divers projets mêlant musique, théâtre et cinéma. Elle a également écrit des textes pour Lokua Kanza et La Trabant.
En 2009, Belle du Berry livre une collection de chansons nouvelles, coécrites avec le trompettiste et pianiste David Lewis. Le duo quitte le rythme soutenu des tournées et des studios le temps de créer ce répertoire intimiste, une sorte de jardin secret, « invisible et parfumé ». Ils jouent leurs morceaux inédits en concert dans une approche toute minimaliste, en compagnie de Denis Hénault-Parizel à la basse et à la guitare, et Rémy Kaprielan à la batterie.
Belle du Berry meurt le 11 août 2020 à l'hôpital du Kremlin-Bicêtre dans le Val-de-Marne, emportée brutalement par un cancer,. Elle est inhumée à Cachan, ville de ce même département où elle résidait depuis huit ans avec son compagnon David Lewis et leurs deux enfants. Elle venait de terminer l'enregistrement de son nouvel album pour Paris Combo : Quesaco ? .

## Filmographie
- 1998 : Lautrec, rôle de La soularde
- 2000 : Raoul et Jocelyne (court métrage de Serge Élissalde), voix de La douille magique

## Discographie

### Avec Paris Combo
- 1997 : Paris Combo
- 1999 : Living-Room
- 2001 : Attraction
- 2002 : Live
- 2004 : Motifs
- 2014 : 5[8]
- 2017 : Tako Tsubo[9]
- 2022 : Quesaco ?

### Albums en collaboration
- 2009 : Quizz avec David Lewis

## Émission de télévision
- 2002 : Vivement dimanche